# Nederlandse Vereniging voor Seksuele Hervorming

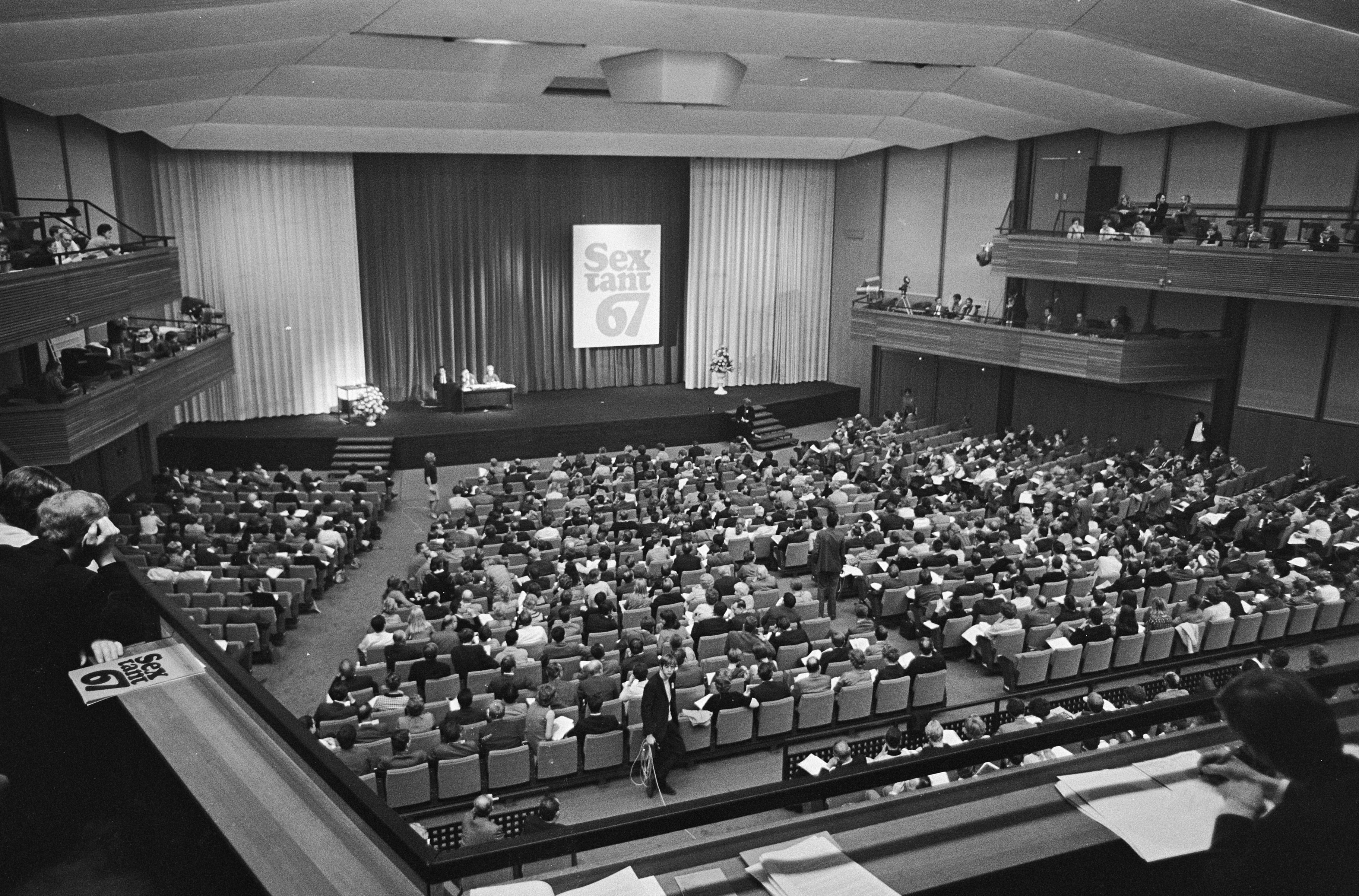
Sextant 1967

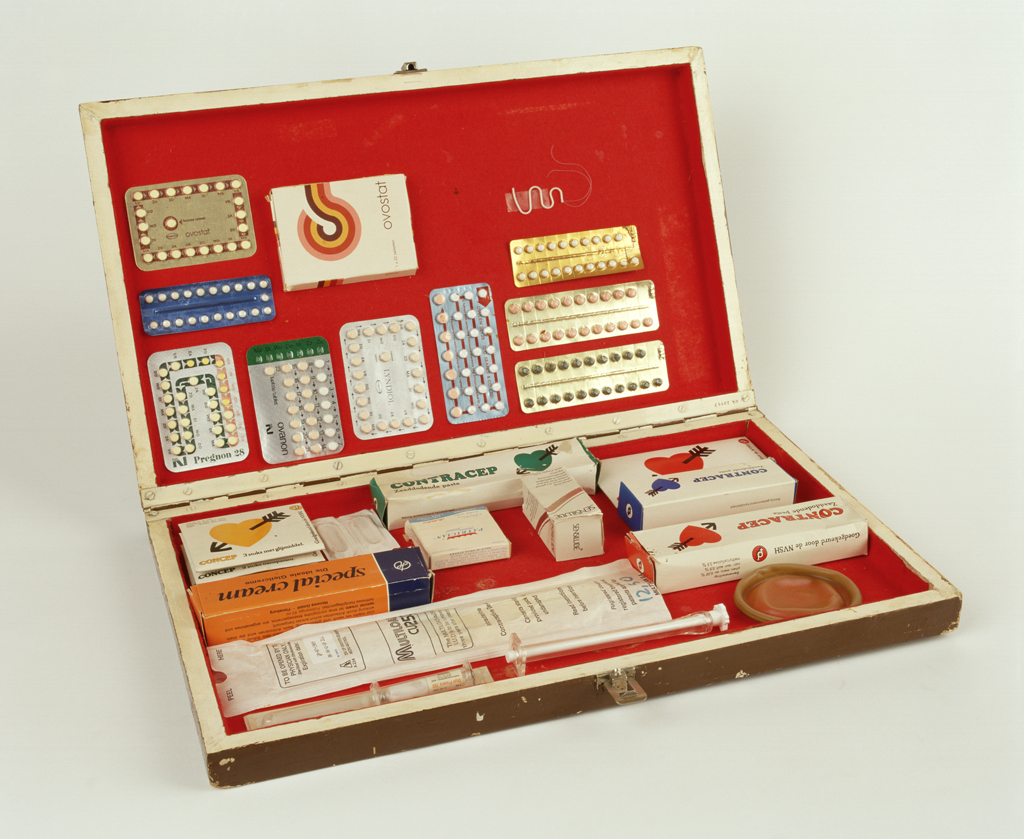
Voorlichtingskoffer

De Nederlandse Vereniging voor Seksuele Hervorming (NVSH) werd in 1946 opgericht. Het was de voortzetting van de in 1881 opgerichte Nieuw-Malthusiaanse Bond. In Amsterdam begon de eerste vrouwelijke arts Aletta Jacobs in dat jaar een spreekuur voor geboorteregeling, met als uitgangspunt Thomas Malthus' theorie.

## Ontstaan
Seksuoloog en arts Jan Rutgers was een markant figuur uit de begintijd van de Nieuw-Malthusiaanse Bond, naar wie de Rutgers Stichting en de Rutgers Nisso Groep zijn genoemd. De Rutgers Stichting bemande tussen 1969 en 2002 consultatiebureaus voor problemen rond seksualiteit en om voorbehoedsmiddelen te verstrekken.

## Geschiedenis
De bloeitijd van de NVSH lag in de jaren 60 toen er meer dan zestig consultatiebureaus voor anticonceptie en seksualiteit waren. Het ledental bedroeg op het hoogtepunt in 1966 meer dan 200.000. In die tijd brak de NVSH een lans voor pedofilie; de senator Edward Brongersma ondersteunde de Vereniging meermaals.
In 1971 werd er een stichting Directe Hulpverlening NVSH opgericht om mensen te helpen met geboorteregeling; deze stichting nam in september 1971 de abortuskliniek van dokter Schlebaum in Den Haag over. In mei 1972 werd vanuit de NVSH een abortuskliniek in Zwolle geopend. Tegen april 1989 waren de Zwolse en de Haagse abortuskliniek overgenomen door Stimezo.
Na de seksuele revolutie werd anticonceptie in de reguliere gezondheidszorg opgenomen waardoor een van de bestaansredenen van de NVSH wegviel. In 1985 was de NVSH bijna failliet en anno 2002 had de NVSH ongeveer 1500 leden. Eind 2008 had de NVSH ongeveer 700 leden en draaide volledig op vrijwilligers.

## Publicaties
De vereniging begon in 1904 met het uitgeven van een eigen tijdschrift onder de naam Het Gelukkig Huisgezin (1904-1928), later omgedoopt in Verstandig Ouderschap (1928-1968), Sextant (1968-1972), Sekstant (1972-1994), De Nieuwe Sekstant (2001-2007) en Sekstant Nieuwsbrief (2007-2008). Deze laatste werd alleen digitaal verspreid. Het tijdschrift had tussen 1934 en 1985 de brievenrubriek Wij Willen Weten (WWW) met ingezonden vragen van lezers die werden beantwoord. Dit was een voorlichtingsmiddel in een periode in Nederland dat jongeren nog vrijwel geen seksuele voorlichting kregen op school, en ouderen er vrijwel niet over durfden te spreken.
Sinds 2009 is er geen papieren tijdschrift meer en gaat de informatie via de website van de NVSH. Deze site trekt zoveel bezoekers (in de eerste weken van 2007 300.000 personen) dat opnieuw kan worden gesproken van een hoogtepunt in het bestaan van de NVSH. Ook komen er nog dagelijks vragen binnen van mensen die iets willen weten over seksualiteit, op vrijwillige basis zit een team van academici klaar om deze vragen te beantwoorden. Naast de uitgebreide Nederlandstalige site zijn er ook versies in het Engels, Frans, Duits en Russisch.
In 1969 en 1970 gaf de NVSH drie voorlichtingsboeken uit waarin door middel van foto's seksuele variaties, "standjes" in beeld waren gebracht. Deze boeken hadden aan de ene kant als effect dat de openheid over seks in hoge mate werd bevorderd, maar veroorzaakten aan de andere kant dat velen zich gingen concentreren op oefeningen in seksuele acrobatiek.
- 1969 – Variaties (Mogens Toft en John Fowlie, uit het Deens: Stillinger)
- 1969 – Variaties bij voorspel en zwangerschap (Mogens Toft en John Fowlie)
- 1970 – Variaties voor de homosexuele man en vrouw (Mogens Toft en John Fowlie)

In 2007-2010 kreeg de uitgeverij NVSH een nieuwe inpuls en werden er drie boeken uitgegeven;
- De kunst van het vrijen, Andere voorlichting over de liefde (Dik Brummel, 2007)

- Het seksuele systeem (Dik Brummel, 2008)

- De eerste Nederlandse vertaling van het boek van Thomas Robert Malthus An essay on the principle of Population onder de titel Over bevolking (Vertaling van Dik Brummel en Stieneke Kamp, 2009)

## Bekende leden
- Engbert Drenth, lid  PVDA, o.a. burgemeester van Bellingwedde geweest
- Annemarie Grewel,[8] PvdA-politicus. Gedeeld voorzitterschap NVSH (1980-1982), samen met Jeanne van Velse-Hoogland.
- Kim Holland, pornoactrice.
- Jan Knot,[9] (bestuurslid NVSH), Tweede Kamerlid PvdA.
- Ed van Thijn,[10] PvdA-politicus.

## Bekende medewerkers
- Ariane Amsberg, redacteur van Sekstant en voorlichter
- Jaap Bax, ook werkzaam als sportverslaggever
- Anton Constandse, schrijver, journalist, medewerker Sekstant
- Nico Engelschman, regisseerde in de jaren vijftig en zestig vele toneelstukken voor het COC de NVSH
- Annemarie Grewel, politica, pedagoog en wetenschappelijk onderzoeker, in de jaren tachtig een paar jaar voorzitter van de NVSH
- Trien de Haan-Zwagerman, activist, feminist en politicus; in 1946 werd ze gekozen in het bestuur van de NVSH. In 1957 werd ze benoemd tot erelid van de vereniging.
- Hermine Heijermans, columnist van Sekstant
- Saskia Holleman, fotomodel
- Bouke Jagt, schrijver, dichter, schilder en jurist; lid van het hoofdbestuur van de NVSH, van 1995 tot 2002
- Fred Julsing, striptekenaar
- Manuel van Loggem, psycholoog, schrijver en literatuurcriticus; lid van de redactie van Sextant
- Lau Mazirel, jurist
- Marian van der Meer, lid van de  Provinciale Staten van Noord-Holland en lid van de  Eerste Kamer namens de PvdA; medewerker van het wetenschappelijk bureau van de NVSH
- Johanna Hermine Moes, huisarts en medeoprichter van de Nederlandse Vrouwenbeweging (NVB); hield voor de NVSH een anticonceptiespreekuur in Amsterdam en Zaandam
- Richter Roegholt, o.a. historicus en dichter; redacteur van Verstandig Ouderschap (maandblad van de NVSH)
- Lydia Rood, schrijver korte verhalen, columnist van Sekstant[11]
- Paul Schnabel, socioloog. Medewerker wetenschappelijk bureau Nederlandse Vereniging voor Seksuele Hervorming (NVSH) (1969-1973);[12] assistent Wetenschappelijk Bureau van de NVSH (1962-1972).[13]
- Hannie Singer-Dekker, PVDA politicus en hoogleraar, medewerker NVSH
- Gerard Spaink, malacoloog, was jarenlang actief in de Haarlemse afdeling van de NVSH
- Jos Van Ussel, Belgisch historicus, moraalfilosoof, seksuoloog; bestuurslid van NVSH, auteur van beginselprogramma.
- Jaap Vegter, striptekenaar; in de jaren zestig en zeventig verscheen zijn werk in Sekstant
- Mary Zeldenrust-Noordanus, voorzitter van de NVSH van 1962 tot 1969

## ANBI
De "Nederlandse Vereniging Voor Sexuelehervorming, Afdeling Den Haag" (Sexuelehervorming aan elkaar geschreven) staat geregistreerd als algemeen nut beogende instelling.